# Les Quatre Cents Coups
Les Quatre Cents Coups (lit. ‘Els quatre-cents cops’) és una pel·lícula dramàtica francesa coming-of-age del 1959, que va suposar el debut com a director de François Truffaut. Rodada en DyaliScope, és protagonitzada per Jean-Pierre Léaud, Albert Rémy, i Claire Maurier. Considerada com una de les pel·lícules que defineix la Nouvelle vague francesa, mostra molts dels trets característics del moviment. Escrita per Truffaut i Marcel Moussy, la pel·lícula tracta sobre Antoine Doinel, un adolescent incomprès de París que lluita amb els seus pares i professors a causa del seu comportament rebel. Filmada a París i Honfleur, és la primera d'una sèrie de cinc pel·lícules en què Léaud interpreta el personatge semi-autobiogràfic.

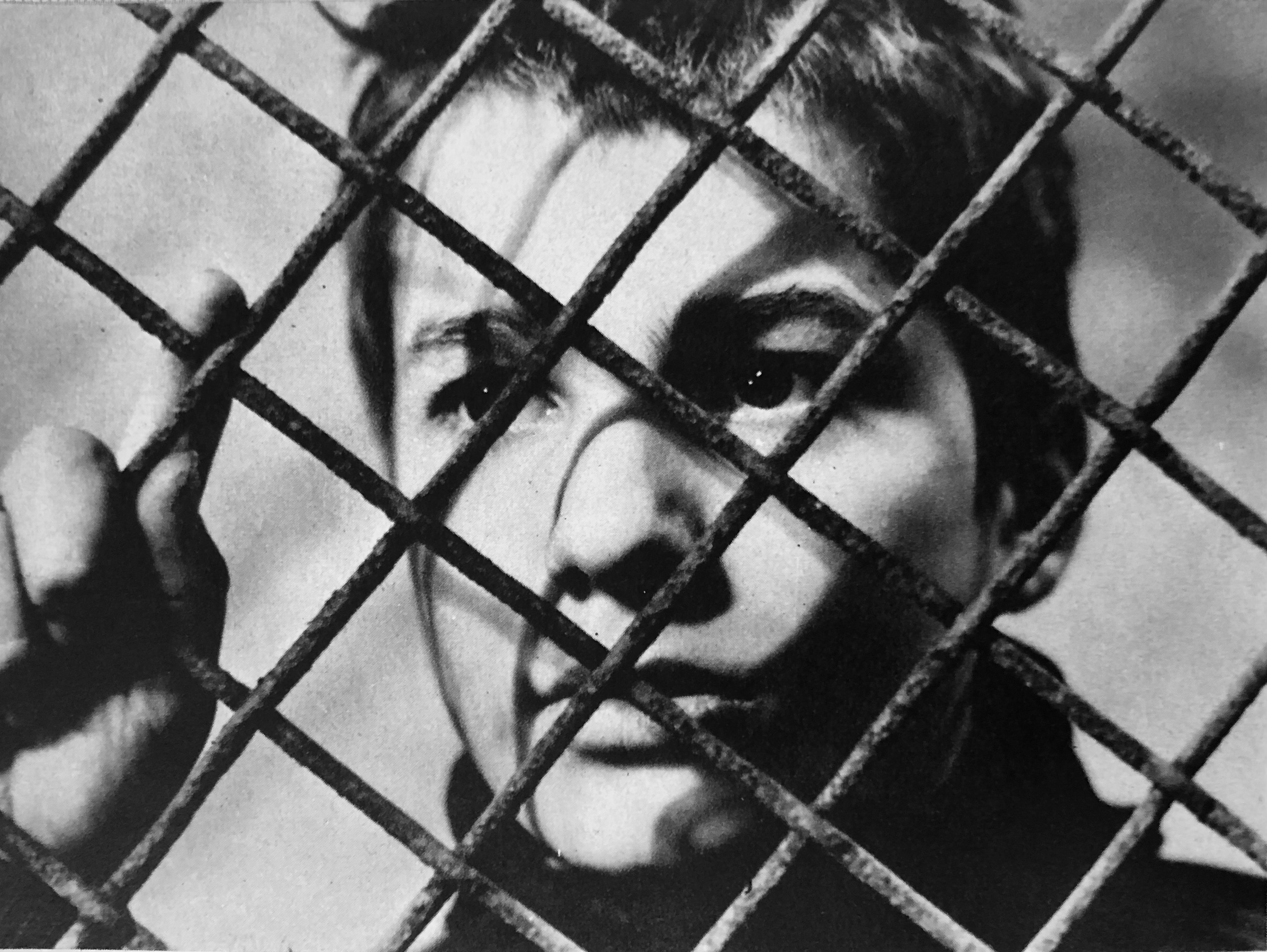
Fragment de la pel·lícula

Les Quatre Cents Coups va rebre nombrosos premis i nominacions, inclòs el Premi a la millor direcció, el Premi OCIC i una nominació a la Palma d'Or del 12è Festival Internacional de Cinema de Canes, el 1959, i també va ser nominat per un Oscar al millor guió original l'any 1960. La pel·lícula va tenir 4,1 milions d'entrades a França, la qual cosa la va convertir en la pel·lícula de més èxit de Truffaut al seu país.

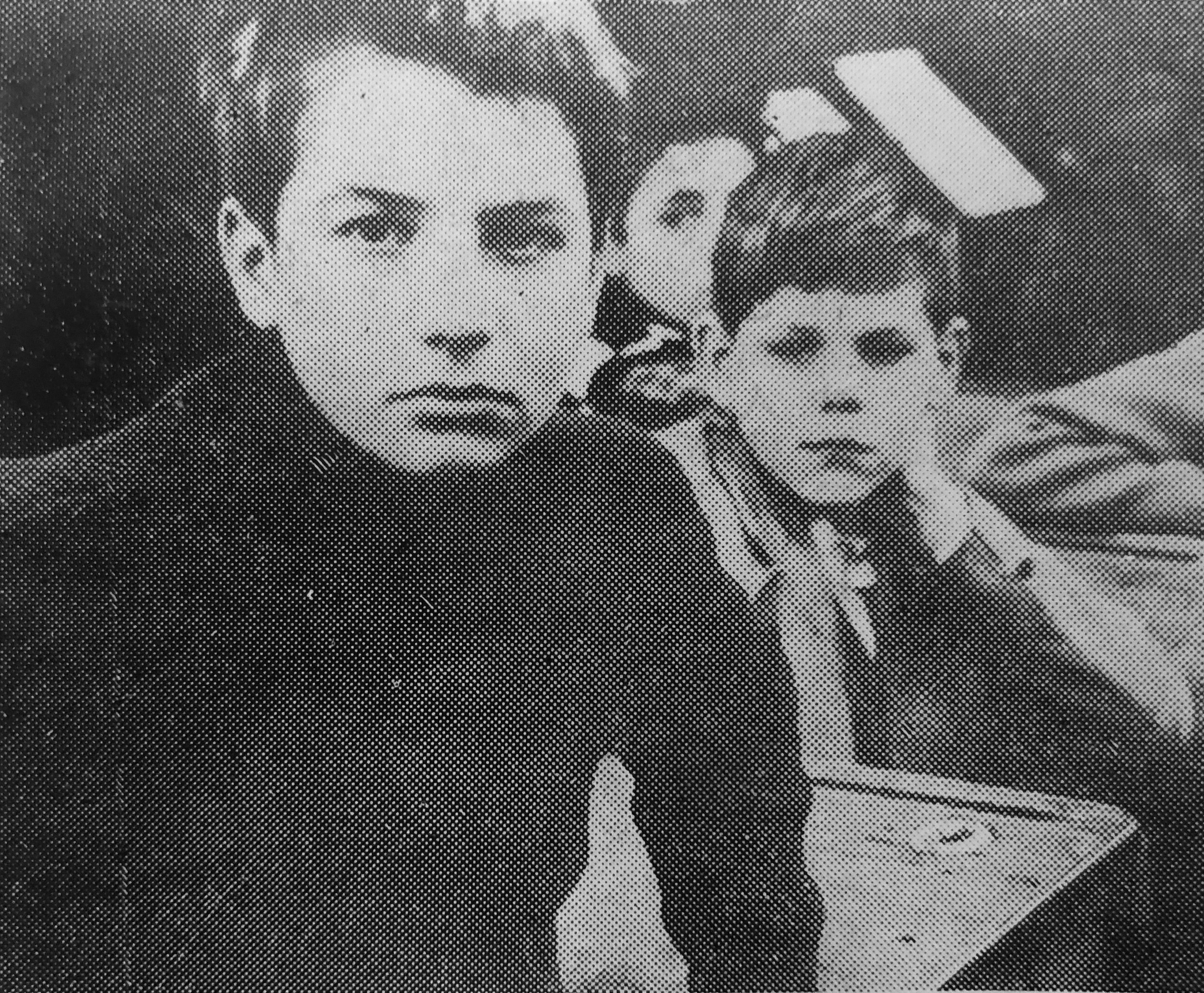
Fotograma de la pel·lícula

Les Quatre Cents Coups és àmpliament considerada una de les millors pel·lícules franceses de la història del cinema; a l'enquesta de crítics Sight & Sound del 2012 de les millors pel·lícules mai fetes, va ocupar el lloc 39è. Va ocupar el 13è lloc en l'enquesta dels directors de la mateixa llista.

## Argument
Antoine Doinel és un nen que va créixer a París. Incomprès pels seus pares per jugar a l'escola i robar, i turmentat a l'escola per problemes de disciplina pel seu professor (com escriure a la paret de l'aula i, més tard, explicar falsament la seva absència com a causa de la mort de la seva mare), Antoine fuig sovint lluny dels dos llocs. Finalment deixa l'escola després que el seu professor l'acusés de plagiar Balzac. (Antoine estima Balzac i en un assaig escolar descriu "la mort del meu avi", en una paràfrasis propera de Balzac de memòria.) Roba una màquina d'escriure Royal del lloc de treball del seu padrastre per finançar els seus plans per marxar de casa, però, després d'haver estat incapaç de vendre-la, és detingut mentre intentava retornar-la.
El padrastre lliura l'Antoine a la policia i Antoine passa la nit a la presó, compartint cel·la amb prostitutes i lladres. Durant una entrevista amb el jutge, la mare d'Antoine confessa que el seu marit no és el pare biològic d'Antoine. L'Antoine és col·locat en un centre d'observació per a joves amb problemes prop de la vora del mar (com volia la seva mare). Un psicòleg del centre investiga els motius de la infelicitat d'Antoine, que el jove revela en una sèrie fragmentada de monòlegs.
Un dia, mentre juga a futbol amb els altres nois, l'Antoine s'escapa sota una tanca i fuig cap a l'oceà, que sempre ha volgut veure. Arriba a la costa del mar i s'hi topa. La pel·lícula conclou amb una imatge congelada d'Antoine, que, mitjançant un efecte òptic, s'apropa a la seva cara mentre mira a la càmera.

## Repartiment
- Jean-Pierre Léaud com a Antoine Doinel
- Albert Rémy com a Julien Doinel, el padrastre d'Antoine
- Claire Maurier com a Gilberte Doinel, la mare d'Antoine
- Guy Decomble com a Sourpuss, professor de l'escola
- Patrick Auffay com a René Bigey, el millor amic d'Antoine
- Georges Flamant com a Monsieur Bigey, el pare de René
- Pierre Repp com a professor d'anglès
- Daniel Couturier com a Betrand Mauricet
- Luc Andrieux com el professor de gimnàstica
- Robert Beauvais com a director de l'escola
- Yvonne Claudie com a Mme Bigey
- Marius Laurey com a L'Inspector Cabanel
- Claude Mansard com a jutge d'instrucció
- Jacques Monod com a comissari
- Henri Virlojeux com el vigilant nocturn
- Jeanne Moreau com una dona que busca el seu gos
- Jean-Claude Brialy com un home que intenta agafar una dona

Truffaut també va incloure una sèrie d'amics (companys directors) en parts o parts de fons, incloent: ell i Philippe De Broca a l'escena de la fira; Jacques Demy com a policia; Jean-Luc Godard i Jean-Paul Belmondo com a veus escoltades (Belmondo és a l'escena de les obres d'impressió).

## Producció

### Títol
El títol fa referència a l'expressió "faire les quatre cents coups", que significa "fer un escàndol".

### Temes
La pel·lícula semi-autobiogràfica reflecteix esdeveniments de la vida de Truffaut. Amb estil, fa referència a altres obres franceses, sobretot una escena manllevada a l'engròs de Zero en conducta de Jean Vigo. Truffaut va dedicar la pel·lícula a l'home que es va convertir en el seu pare espiritual, André Bazin, que va morir just quan la pel·lícula estava a punt ser rodada.
A més de ser un estudi de personatges, la pel·lícula és una exposició de les injustícies del tractament dels menors delinqüents a França en aquell moment.
Segons Annette Insdorf escrivint per a Criterion Collection, la pel·lícula està "arrelada a la infància de Truffaut". Això inclou com tant Antoine com Truffaut "van trobar una casa de substitució a la sala de cinema" i tots dos no coneixien els seus pares biològics.

### Localitzacions
La major part de Les Quatre Cents Coups fou filmada a París:
- Avenue Frochot, 9è districte de París
- Torre Eiffel, Champ de Mars, 7è districte de París
- Montmartre, 18è districte de París
- Palais de Chaillot, Trocadéro, 16è districte de París
- Pigalle, 9è districte de París
- Rue Fontaine
- Sacré Cœur, 18è districte de París

L'excepció va ser la part de tancament a l'escola reformatori, filmada a Honfleur, una petita ciutat costanera a la regió francesa de Normandia.

## Recepció
La pel·lícula va obrir el 12è Festival Internacional de Cinema de Canes i va ser àmpliament aclamada, guanyant nombrosos premis, inclòs el Premi a la millor direcció a Canes, el Premi de la Crítica del Cercle de Crítics de Cinema de Nova York de 1959 i el Premi a la millor pel·lícula europea als Premis Bodil de la dècada de 1960. Va ser nominat a l'Millor Guió Original als Premis Oscar de 1960. La pel·lícula té una qualificació del 99% de "Frescor certificada" a Rotten Tomatoes, basada en 65 ressenyes, amb una mitjana ponderada de 9,3/10. El consens crític del lloc web afirma: "Una pel·lícula de la Nouvelle vague francesa fonamental que ofereix una observació honesta, simpàtica i totalment esfereïdora de l'adolescència sense nostàlgia trillada."
La pel·lícula es troba entre les 10 millors de la llista de 50 pel·lícules del British Film Institute que s'haurien de veure als 15 anys.

## Premis i nominacions
| Any  | Esdeveniment                                        | Categoria                               | Títol                            | Resultat  | Ref.   |
| ---- | --------------------------------------------------- | --------------------------------------- | -------------------------------- | --------- | ------ |
| 1959 | Festival de Cinema de Canes                         | Palma d'Or                              | François Truffaut                | Nominat   | [ 16 ] |
| 1959 | Festival de Cinema de Canes                         | Premi a la millor direcció              | François Truffaut                | Guanyador | [ 16 ] |
| 1959 | Festival de Cinema de Canes                         | Premi OCIC                              | François Truffaut                | Guanyador | [ 16 ] |
| 1959 | Premis del Cercle de Crítics de Cinema de Nova York | Millor pel·lícula en llengua estrangera | Les Quatre Cents Coups           | Guanyador | [ 16 ] |
| 1959 | Cahiers du cinéma                                   | Top 10                                  | François Truffaut                | 5na       | [ 16 ] |
| 1960 | Premis Oscar                                        | Millor Guió Original                    | François Truffaut, Marcel Moussy | Nominat   | [ 16 ] |
| 1960 | Premis Bodil                                        | Millor pel·lícula europea               | Les Quatre Cents Coups           | Guanyador | [ 16 ] |
| 1960 | Syndicat français de la critique                    | Millor pel·lícula                       | Les Quatre Cents Coups           | Guanyador | [ 16 ] |
| 1961 | BAFTA                                               | Premi a la millor pel·lícula            | François Truffaut                | Nominat   | [ 16 ] |
| 1961 | BAFTA                                               | Nouvingut més prometedor                | Jean-Pierre Léaud                | Nominat   | [ 16 ] |
| 1961 | Premis Sant Jordi de Cinematografia                 | Millor director estranger               | François Truffaut                | Guanyador | [ 16 ] |

## Llegat
Truffaut va fer quatre pel·lícules més amb Léaud que representaven Antoine en etapes posteriors de la seva vida: Antoine et Colette (que va ser la contribució de Truffaut a l'antologia de 1962 Amor als vint), Baisers volés, Domicile conjugal i L'Amour en fuite.
Els cineastes Akira Kurosawa, Luis Buñuel, Satyajit Ray, Jean Cocteau, Carl Theodor Dreyer, Richard Linklater, Tsai Ming-liang, Woody Allen, Richard Lester, P C Sreeram, Norman Jewison, Wes Anderson i Nicolas Cage han citat Les Quatre Cents Coups com una de les seves pel·lícules preferides. Kurosawa la va anomenar "una de les pel·lícules més boniques que he vist mai".
Martin Scorsese la va incloure en una llista de "39 pel·lícules estrangeres essencials per a un jove cineasta."
La pel·lícula va ocupar el lloc número 29 a la llista de "Les 100 millors pel·lícules del cinema mundial" de la revista Empire l'any 2010. El 2018, la pel·lícula va ser votada com la vuitena millor pel·lícula en llengua estrangera de tots els temps a l'enquesta de la BBC a 209 crítics a 43 països.
El cartell del festival de la 71a Mostra Internacional de Cinema de Venècia va retre homenatge a la pel·lícula, ja que presentava el personatge d'Antoine Doinel interpretat per Jean-Pierre Léaud.